# 通珠高速动车组列车
通珠高速动车组列车是中国铁路运行于江苏省南通市南通站及广东省珠海市珠海站的高速动车组列车，途经江苏省、上海市、浙江省、江西省、湖南省、广东省五省一市，列车客运乘务由广州局集团广九客运段担当。其中南通站至珠海站运行11小时23分，使用车次为G1304/1301次；珠海站至南通站运行10小时50分，使用车次为G1302/1303次。

## 历史
2014年12月10日，配合沪昆高铁杭州东至南昌西段开通，新增上海虹桥～广州南G1301/1304次列车。
2020年7月1日，配合沪苏通铁路开通，本对列车延长至南通站始发终到，车次调整为G1302/1303、G1304/1301次。
2021年1月20日，本对列车延长至珠海站始发终到。

## 使用列车
本对列车使用配属广州局集团深圳动车运用所的CR400AF-A。